# Яшин Сергій Анатолійович
Сергій Анатолійович Яшин (рос. Сергей Анатольевич Яшин; 6 березня 1962, Пенза, РРСФР, СРСР — 12 квітня 2022) — радянський хокеїст, що грав на позиції крайнього нападника. Олімпійський чемпіон. Заслужений майстер спорту СРСР (1988).

## Ігрова кар'єра
Вихованець Пензенської обласної спеціалізованої дитячо-юнацької школи олімпійського резерву (тренер — В. В. Бармін). Два сезони відіграв у складі місцевої команди з першої ліги «Дизеліст», а наступні десять — за московське «Динамо». Більшість часу його постійними партнерами у клубі були Анатолій Семенов і Сергій Свєтлов. Чемпіон СРСР 1990 року. Всього у вищій лізі провів 403 матчі (128+122).
У складі юнацької збірної Радянського Союзу виступав на двох чемпіонатаї Європи, у складі молодіжної — на двох світових першостях. В обох турнірах здобув по одній золотій і бронзовій нагороді. Серед його партнерів були гравці, які в різний час захищали кольори українських клубів: Анатолій Хоменко, Андрій Морозов, Ігор Морозов, Євген Попов, Микола Сауков, Віталий Самойлов, Євген Рощин, Андрій Овчинников, Сергій Земченко, Андрій Земко і Андрій Карпін.
У складі національної збірної дебютував 13 грудня 1982 року. У рамках міжнародного турніру на приз чехословацької газети «Руде право» радянські хокеїсти зіграли внічию зі шведами (3:3). Першу зайбу закинув Домініку Гашеку в своєму другому матчі, що припав на наступний розіграш цього турніру у вересні 1983 року (перемога 5:3). Олімпійський чемпіон 1988 року. На турнірі грав з своїми клубними партнерами Семеновим і Свєтловим. На трьох світових першостях здобув два «золота» і одну «бронзу». Триразовий чемпіон Європи. Учасник міжнародних турнірів на призи московської газети «Ізвестія» (1983, 1984, 1985, 1986, 1988), чехословацької газети «Руде право» (1982, 1983), Кубка Швеції (1983/1984) і Кубка Канади (1984). Всього у збірній СРСР провів 109 матчів, закинув 35 шайб.
Учасник чотирьох суперсерій проти професіоналів з Національної хокейної ліги. У серії 1988/1989 був орендований клубом «Динамо» (Рига). відзначався закинутими шайбами у ворота «Калгарі Флеймс» (двічі), «Піттсбург Пінгвінс» (двічі), «Бостон Брюїнс», «Баффало Сейбрс» (двічі), «Чикаго Блекгокс» (за рижан) і «Торонто Мейпл Ліфс».
1989 року був обраний на драфті НХЛ під 141-м загальним номером командою «Едмонтон Ойлерз». Наступного року поїхав на передсезоний збір «Нафтовиків», але потрапив лише до фарм-клубу. Невдоволений своїм становищем, повернувся до Європи. Провів ще три сезони в елітних дивізіонах: за «Динамо» (Берлін) виступав у німецькій бундеслізі, за СКА (Санкт-Петербург) — у Міжнаціональній хокейній лізі, за «Нафтохімік» (Нижньокамськ) — у ровійській суперлізі. Завершував виступи на хокейних майданчиках у німецьких командах нижчих дивізіонів.
Під час виступів за «армійців» провів п'ять матчів за збірну Росії на старті сезону 1992/1993. У розіграші кубка «Сауна» (Гельсінкі, Фінляндія) його партнерами були Дмитро Квартальнов і Герман Титов. Востаннє зіграв проти команди Німеччини 16 листопада 1992 року (перемога 5:4).

## Досягнення
Збірна СРСР
- Олімпійський чемпіон (1): 1988
- Чемпіон світу (2): 1986, 1989
- Бронзовий призер (1): 1985
- Чемпіон Європи (3): 1985, 1986, 1989
- Переможець молодіжного чемпіонату світу (1): 1980
- Бронзовий призер (1): 1981
- Чемпіон Європи серед юніорів (1): 1980
- Бронзовий призер (1): 1979

«Динамо» (Москва)
- Чемпіон СРСР (1): 1990
- Срібний призер (3): 1985, 1986, 1987
- Бронзовий призер (3): 1982, 1983, 1988
- Фіналіст Кубка СРСР (1): 1988
- Фіналіст Кубка ліги (2): 1989

## Статистика
Статистика клубних виступів:
| Сезон                    | Клуб                          | Ліга                     | Регулярний сезон | Регулярний сезон | Регулярний сезон | Регулярний сезон | Регулярний сезон | Плей-оф | Плей-оф | Плей-оф | Плей-оф | Плей-оф |
| Сезон                    | Клуб                          | Ліга                     | І                | Г                | П                | О                | ШХ               | І       | Г       | П       | О       | ШХ      |
| ------------------------ | ----------------------------- | ------------------------ | ---------------- | ---------------- | ---------------- | ---------------- | ---------------- | ------- | ------- | ------- | ------- | ------- |
| 1978–79                  | «Дизеліст» (Пенза)            | СРСР-2                   | 1                | 0                | 0                | 0                | 4                | —       | —       | —       | —       | —       |
| 1979–80                  | «Дизеліст» (Пенза)            | СРСР-2                   | 26               | 4                | 3                | 7                | 20               | —       | —       | —       | —       | —       |
| 1979–80                  | «Динамо» (Москва)             | СРСР                     | 2                | 0                | 1                | 1                | 0                | —       | —       | —       | —       | —       |
| 1980–81                  | «Динамо» (Москва)             | СРСР                     | 24               | 2                | 6                | 8                | 6                | —       | —       | —       | —       | —       |
| 1981–82                  | «Динамо» (Москва)             | СРСР                     | 41               | 13               | 13               | 26               | 4                | —       | —       | —       | —       | —       |
| 1982–83                  | «Динамо» (Москва)             | СРСР                     | 43               | 17               | 6                | 23               | 36               | —       | —       | —       | —       | —       |
| 1983–84                  | «Динамо» (Москва)             | СРСР                     | 34               | 16               | 9                | 25               | 22               | —       | —       | —       | —       | —       |
| 1984–85                  | «Динамо» (Москва)             | СРСР                     | 40               | 15               | 20               | 35               | 32               | —       | —       | —       | —       | —       |
| 1985–86                  | «Динамо» (Москва)             | СРСР                     | 40               | 14               | 19               | 33               | 26               | —       | —       | —       | —       | —       |
| 1986–87                  | «Динамо» (Москва)             | СРСР                     | 40               | 6                | 11               | 17               | 36               | —       | —       | —       | —       | —       |
| 1987–88                  | «Динамо» (Москва)             | СРСР                     | 47               | 13               | 11               | 24               | 34               | —       | —       | —       | —       | —       |
| 1988–89                  | «Динамо» (Москва)             | СРСР                     | 44               | 18               | 10               | 28               | 30               | —       | —       | —       | —       | —       |
| 1989–90                  | «Динамо» (Москва)             | СРСР                     | 48               | 14               | 16               | 30               | 14               | —       | —       | —       | —       | —       |
| 1989–90                  | «Динамо-2» (Москва)           | СРСР-3                   | 1                | 0                | 0                | 0                | 0                | —       | —       | —       | —       | —       |
| 1990–91                  | «Динамо» (Берлін)             | Німеччина                | 37               | 26               | 21               | 47               | 34               | 8       | 1       | 7       | 8       | 6       |
| 1991–92                  | «Давос»                       | Швейцарія-2              | 30               | 30               | 25               | 55               | 26               | 8       | 11      | 11      | 22      | 16      |
| 1992–93                  | СКА (Санкт-Петербург)         | МХЛ                      | 21               | 5                | 3                | 8                | 8                | —       | —       | —       | —       | —       |
| 1992–93                  | «Ессен-Вест»                  | Німеччина-2              | 21               | 18               | 20               | 38               | 20               | 5       | 4       | 7       | 11      | 8       |
| 1993–94                  | «Ессен-Вест»                  | Німеччина-2              | 50               | 31               | 33               | 64               | 26               | —       | —       | —       | —       | —       |
| 1994–95                  | «Вільгельмсгафен-Штрікгаузен» | Німеччина-2              | 47               | 47               | 45               | 92               | 22               | —       | —       | —       | —       | —       |
| 1995–96                  | «Вільгельмсгафен-Штрікгаузен» | Німеччина-2              | 44               | 33               | 54               | 87               | 24               | —       | —       | —       | —       | —       |
| 1996–97                  | «Вільгельмсгафен-Штрікгаузен» | Німеччина-2              | 51               | 28               | 59               | 87               | 20               | —       | —       | —       | —       | —       |
| 1997–98                  | «Нафтохімік» (Нижньокамськ)   | Росія                    | 32               | 4                | 5                | 9                | 20               | —       | —       | —       | —       | —       |
| 1998–99                  | «Зельб»                       | Німеччина-3              | 2                | 0                | 0                | 0                | 0                | —       | —       | —       | —       | —       |
| 1999–2000                | «Вільгельмсгафен-Штрікгаузен» | Німеччина-2              | 37               | 6                | 10               | 16               | 22               | —       | —       | —       | —       | —       |
| 2000–01                  | «Вільгельмсгафен-Штрікгаузен» | Німеччина-2              | 1                | 0                | 0                | 0                | 0                | —       | —       | —       | —       | —       |
| Усього у вищій лізі СРСР | Усього у вищій лізі СРСР      | Усього у вищій лізі СРСР | 403              | 128              | 122              | 250              | 240              | —       | — ! —   | — ! —   |         |         |
| Усього в Д1              | Усього в Д1                   | Усього в Д1              | 493              | 163              | 151              | 314              | 302              | 8       | 1       | 7       | 8       | 6       |

Статистика виступів у збірних СРСР на головних змаганнях світового хокею:
| Рік                | Команда            | Турнір             |                    | І  | Г  | П  | О  | ШХ |
| ------------------ | ------------------ | ------------------ | ------------------ | -- | -- | -- | -- | -- |
| 1979               | СРСР               | ЮЧЄ                | 5                  | 6  | 1  | 7  | 4  |    |
| 1980               | СРСР               | ЮЧЄ                | 5                  | 7  | 7  | 14 | 4  |    |
| 1981               | СРСР               | МЧС                | 5                  | 5  | 1  | 6  | 4  |    |
| 1982               | СРСР               | МЧС                | 7                  | 5  | 2  | 7  | 2  |    |
| 1984               | СРСР               | КК                 | 6                  | 0  | 4  | 4  | 0  |    |
| 1985               | СРСР               | ЧС                 | 7                  | 2  | 1  | 3  | 8  |    |
| 1986               | СРСР               | ЧС                 | 10                 | 2  | 1  | 3  | 4  |    |
| 1988               | СРСР               | ОІ                 | 8                  | 3  | 1  | 4  | 4  |    |
| 1989               | СРСР               | ЧС                 | 10                 | 0  | 2  | 2  | 4  |    |
| Молодіжна збірна   | Молодіжна збірна   | Молодіжна збірна   | Молодіжна збірна   | 22 | 23 | 11 | 34 | 14 |
| Національна збірна | Національна збірна | Національна збірна | Національна збірна | 41 | 7  | 9  | 16 | 20 |